# 準用・類推適用
準用（じゅんよう）および類推適用（るいすいてきよう）は、法律に関わる専門用語である。

## 準用
準用（じゅんよう）とは、立法技術の1つであり、ある事柄について、別の類似した事柄に関する一定の規定に論理的に必要な修正を行った（羅：mutatis mutandis）内容の効力を及ぼすことをいう。似たような条文を重ねて記述することを避け、条文数を削減することができるというメリットがあるが、特に読替えが多い場合などは読みづらくなるというデメリットもある。
類似する立法技術として、みなし適用と「例による」旨の定めがある。
みなし適用は、ある事柄について、別の事柄に関する一定の規定を適用するに際しては当該別の事柄とみなすことにより、当該別の事柄に関する規定の効力を直接及ぼすことをいう。準用による法的な効果は準用規定そのものに基づくのに対して、みなし適用については元の規定そのものに基づく。例えば「～は刑法その他の罰則の適用については、法令により公務に従事する職員とみなす」などの法文により、擬制が行われる。準用においてもみなし適用においても、論理的に必要な読替え以外については、法令上さらに読替えが定められることがある。
これらに対して、「例による」は、別の事柄に関する特定の規定の効果を及ぼすのではなく、当該別の事柄に関する一定の法規範（例えば委任先の下位法令を含む。）に準じた効力を及ぼすものであるが、対象となる規定が必ずしも明確に特定されず、読替えも行われないため、内容が不鮮明になりがちである。準用の場合と同じく、「例による」規定そのものが法的な効果の根拠となる。

## 類推適用
類推適用（るいすいてきよう）とは、法解釈技術の1つであり、ある事柄に関する規定の背後にある趣旨を別の事柄についても及ばせて新たな（明文のない）規範を発見ないし創造しそれを適用するものである。そのような趣旨のことを「類推の基礎」という。そして、そのための解釈技術を類推解釈（るいすいかいしゃく）とよぶ。明文の根拠のない規範を解釈により導くものであることから、罪刑法定主義または租税法律主義の下では、少なくとも被告人または納税者に不利益な形での類推適用は禁止されるものと考えられている。
類推適用の具体例として、権利外観法理に基づく民法94条2項の類推適用が挙げられる。このような解釈技術により、明文のある規定のみを適用した場合に比べて整合性のとれた法規範により、安易な一般条項の適用を回避しつつ、妥当な結論を導くことができることとなる。
準用と類推適用は異なる性質のものであるが、もたらす効果が類似することもあり、法学上まとめて解説されることが多く、本稿もそれに倣った。

## 類推適用の回避・不回避
窃盗罪の対象物について有体物ではない電気も財物（所有物）であるとした大審院判例や、金銭・資産について暗号資産は資金決済に関する法律上の資金であるとする類推を適用した最高裁判例は存在する。
ただし、日本の刑事裁判所は、罪刑法定主義と憲法31条及び憲法37条により、特定の行為を犯罪化する方向では擬制を認めず、法令の準用・類推適用を排除しているのが実態である。例えば、かつての強姦罪（強制性交罪）は対象範囲が狭く解釈されていたため、司法府においては準強制性交等罪、不同意性交等罪や不同意わいせつ罪の行為は長く犯罪に相当しなかった。そのため、2017年になって立法府の法律による犯罪化が行われた。子に対する体罰（暴行）も犯罪化されておらず、2019年の児童福祉法改正によって犯罪化されるに至った。